# عدم تجانس

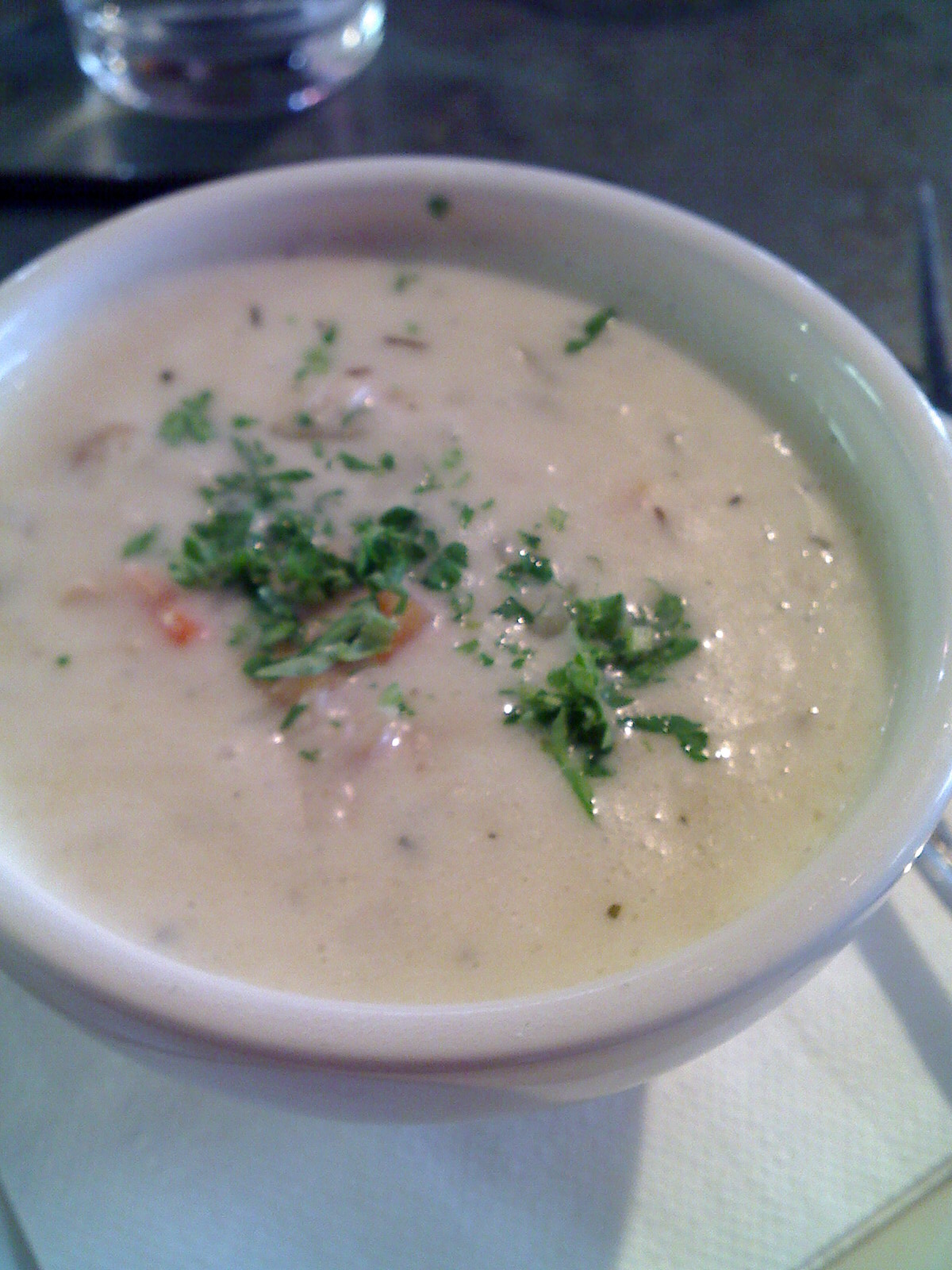
حساء غير متجانس

مادة غير متجانسة (بالإنجليزية: Heterogeneity)‏ هي مصطلح كيميائي يدل على المخاليط التي يمكن تمييز مكوناتها عن بعضها بالعين المجردة. هذا على النقيض من المادة المتجانسة التي لا يمكن التفريق بين مكوناتها.
من الأمثلة على الخليط غير المتجانس تكون الضباب في الجو، المكسرات، الماء والرمل، السلطة.